# Aire sauvage White Goat
L’aire sauvage White Goat est l'une des 3 aires sauvages de la province de l'Alberta, au Canada. Elle est située au nord-est du parc national de Banff.